# Sweder Godfried Maria van Voorst tot Voorst

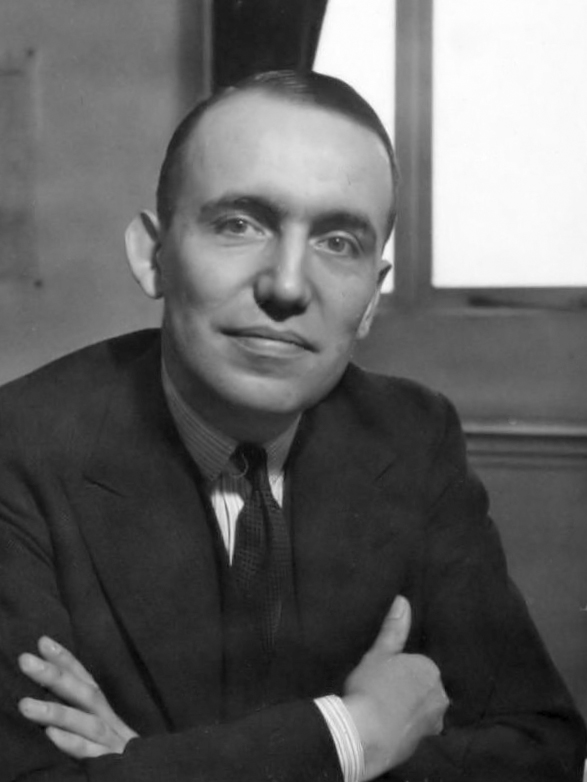
Sweder Godfried Maria van Voorst tot Voorst

Mr. Sweder Godfried Maria baron van Voorst tot Voorst ('s-Gravenhage, 5 mei 1910 – Ukkel, 12 november 1988) was een Nederlands diplomaat.

## Biografie
Van Voorst was een lid van de familie Van Voorst tot Voorst en een zoon van notaris en bestuurder Willem Cornelis Joannes Josephus baron van Voorst tot Voorst (1877-1947) en Johanna Alphonsa Maria Hanlo (1880-1945). Hij trouwde in 1945 met jkvr. Anna Maria Elisabeth
Louise von Bönninghausen tot Herinckhave (1911-2015), lid van de familie Von Bönninghausen, uit welk huwelijk geen kinderen werden geboren. Hij was een broer van kunsthistoricus mr. dr. Joan Maria Willem van Voorst tot Voorst (1923-2005).
Van Voorst promoveerde in de rechten aan de Universiteit Leiden in 1932 waarna hij in 1934 in dienst trad van het ministerie van Buitenlandse Zaken. In 1937 werd hij gezantschapsattaché, vanaf 1939 -secretaris te Brussel waarna hij van 1940 tot 1944 sous-chef van het ministerie te Londen werd. Daarna keerde hij terug naar Brussel, en werkte op post in Madrid en Berlijn. In 1952 volgde zijn benoeming tot permanent vertegenwoordiger van Nederland bij de Raad van Europa waarna hij vanaf 1954 ambassadeur in Washington werd. Vanaf 1959 was hij ambassadeur te Belgrado, vanaf 1964 te Luxemburg en vanaf 1967 bij de Heilige Stoel waar hij zijn loopbaan in 1975 afsloot. Hij was ridder in de Orde van de Nederlandse Leeuw en officier in de Orde van Oranje-Nassau.